# UFC 130
UFC 130: Rampage vs. Hamill（ユーエフシー・ワンサーティー：ランペイジ・バーサス・ハミル）は、アメリカ合衆国の総合格闘技団体「UFC」の大会の一つ。2011年5月28日、ネバダ州ラスベガスのMGMグランド・ガーデン・アリーナで開催された。

## 大会概要
本大会ではクイントン・"ランペイジ"・ジャクソンとマット・ハミルによるライトヘビー級ワンマッチが組まれた。
元WEC世界バンタム級王者コール・エスコベドがUFCデビュー。

## 試合結果

### プレリミナリーカード
第1試合 バンタム級ワンマッチ 5分3R
○  ヘナン・バラオン vs.  コール・エスコベド ×
3R終了 判定3-0（30-27、30-27、29-28）
第2試合 バンタム級ワンマッチ 5分3R
○  マイケル・マクドナルド vs.  クリス・カリアソ ×
3R終了 判定2-1（29-28、27-30、29-28）
第3試合 ライト級ワンマッチ 5分3R
○  グレイゾン・チバウ vs.  ハファエロ・オリヴェイラ ×
2R 3:28 リアネイキドチョーク

### Spike中継カード
第4試合 ミドル級ワンマッチ 5分3R
○  ティム・ボッシュ vs.  ケンドール・グローブ ×
3R終了 判定3-0（30-27、30-27、30-27）
第5試合 バンタム級ワンマッチ 5分3R
○  デメトリアス・ジョンソン vs.  ミゲール・トーレス ×
3R終了 判定3-0（29-28、29-28、29-28）

### メインカード
第6試合 ミドル級ワンマッチ 5分3R
○  ブライアン・スタン vs.  ジョルジ・サンチアゴ ×
2R 4:29 TKO（右フック→パウンド）
第7試合 ウェルター級ワンマッチ 5分3R
○  リック・ストーリー vs.  チアゴ・アウベス ×
3R終了 判定3-0（29-28、29-28、29-28）
第8試合 ヘビー級ワンマッチ 5分3R
○  トラヴィス・ブラウン vs.  ステファン・ストルーフェ ×
1R 4:11 KO（右スーパーマンパンチ）
第9試合 ヘビー級ワンマッチ 5分3R
○  フランク・ミア vs.  ロイ・ネルソン ×
3R終了 判定3-0（30-27、30-27、30-26）
第10試合 ライトヘビー級ワンマッチ　5分3R
○  クイントン・"ランペイジ"・ジャクソン vs.  マット・ハミル ×
3R終了 判定3-0（30-27、30-27、30-27）

### 各賞
ファイト・オブ・ザ・ナイト： ブライアン・スタン vs. ジョルジ・サンチアゴ
ノックアウト・オブ・ザ・ナイト： トラヴィス・ブラウン
サブミッション・オブ・ザ・ナイト： グレイゾン・チバウ
各選手にはボーナスとして70,000ドルが支給された。